# Критий (возлюбленный Анакреонта)
Критий (др.-греч. Κριτίας; VI век до н. э.) — древнегреческий аристократ, возлюбленный поэта Анакреонта.

## Биография
Критий принадлежал к афинскому аристократическому роду Кодридов. Диоген Лаэртский называет его сыном Дропида и племянником Солона, но учёные полагают, что в этом варианте родословной пропущены два поколения. Рождение Крития датируется приблизительно 540 годом до н. э., дата смерти неизвестна. Критий был возлюбленным поэта Анакреонта. По мнению многих исследователей, именно он является одним из участников диалога «Критий», написанного его потомком Платоном; существует и точка зрения, согласно которой в диалоге участвует Критий-младший.
Сыном Крития был Каллесхр, отец другого Крития — одного из Тридцати тиранов. Главкон, отец Периктионы и дед Платона, по одной версии, был сыном Крития, а по другой — его братом.